# Gioco da quattro punti

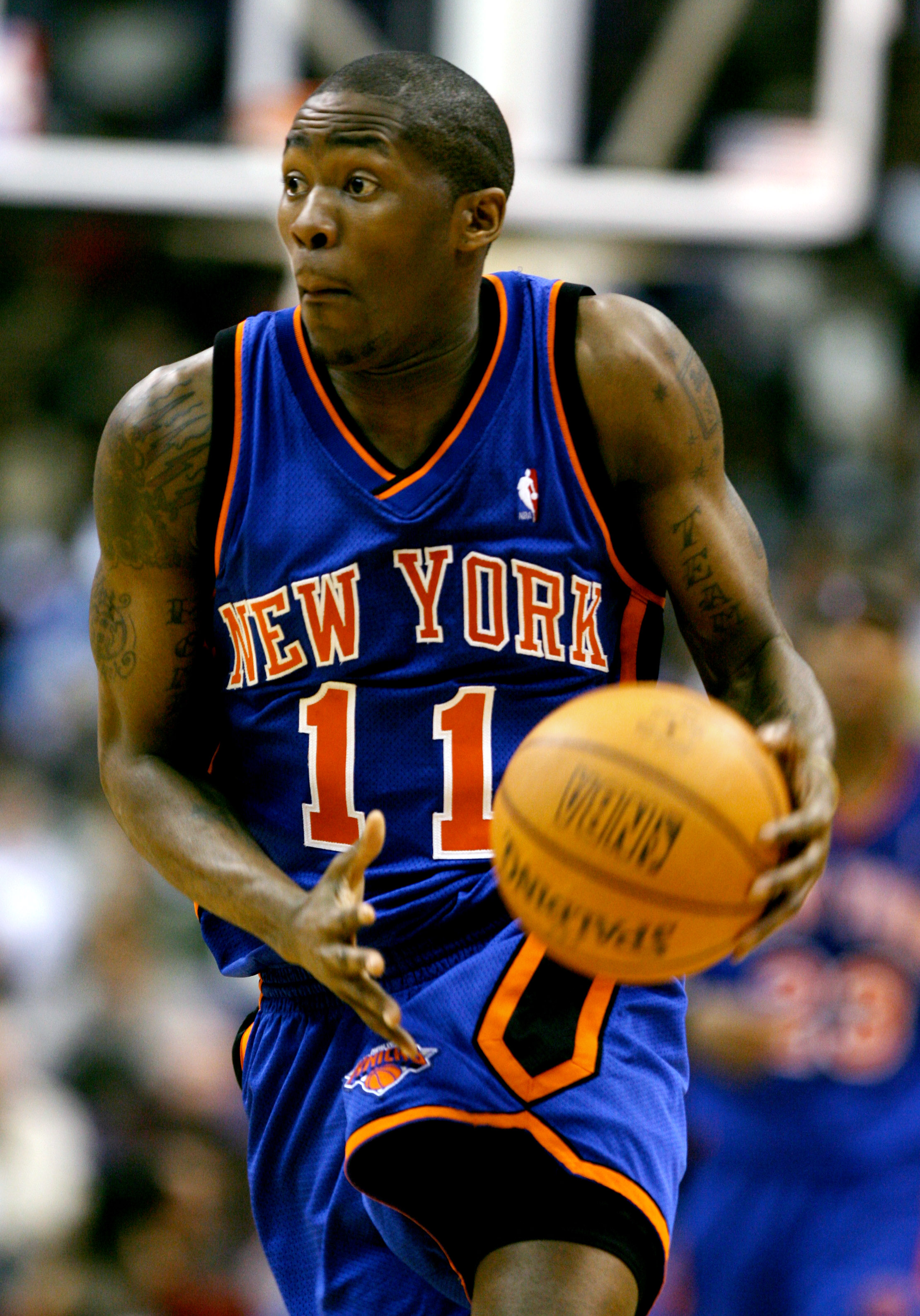
Jamal Crawford è l'attuale leader nella NBA per giochi da quattro punti in carriera.

Nel basket, un gioco da quattro punti è la rara occasione in cui un giocatore offensivo tira e segna un canestro da tre punti mentre viene simultaneamente ostacolato fallosamente da un giocatore difensivo, causando un fallo sul tiro e un tentativo di tiro libero. Se il giocatore realizza il suo tiro libero, avrà segnato quattro punti su un singolo possesso. L'American Basketball League introdusse per la prima volta il gioco da quattro punti, e fu successivamente adottato dall'American Basketball Association durante la sua stagione inaugurale. La National Basketball Association (NBA) ha introdotto questa regola nel 1979; FIBA nel 1984; la NCAA nel 1986 (uomini) e 1987 (donne); scuole medie e superiori nel 1987; la WNBA nel 1997.
Sam Smith dei Chicago Bulls completò il primo gioco da quattro punti nella storia della NBA il 21 ottobre 1979, in una partita contro i Milwaukee Bucks. Dale Ellis è stato il primo giocatore nella storia della NBA a completare due giocate da quattro punti nella stessa partita quando lo ha fatto in una vittoria contro i Sacramento Kings il 26 gennaio 1988. Il 29 aprile 2009, James Jones ha completato due giochi da quattro punti nell'arco di undici secondi.
In Italia, Predrag Danilovic della Virtus Bologna, sul finire di gara-5 della finale scudetto contro la Fortitudo Bologna il 31 maggio 1998, compì un celebre gioco da quattro punti: ostacolato in un tiro da tre da Dominique Wilkins, realizzò sia il tentativo sia il successivo tiro libero, portando il match ai supplementari che arrisero alle Vu nere.